# Entreprise électro-intensive
Une entreprise électro-intensive est une entreprise dont la consommation d'électricité représente une charge très importante, notamment si on la rapporte à la valeur ajoutée.
Les entreprises électro-intensives, qui sont souvent des acteurs industriels importants, interviennent notamment dans les secteurs de la chimie, des ciments, des métaux et du papier. Elles sont particulièrement soumises aux fluctuations des prix de l'électricité, qui peut constituer un critère majeur d'implantation, voire de délocalisation, des unités de production concernées, d'autant que ces industries sont fortement exportatrices. 
En raison du niveau élevé de leur consommation, ces entreprises sont souvent reliées directement au réseau de transport d'électricité, contrairement à la plupart des consommateurs, particuliers comme entreprises, qui sont reliés au réseau de distribution. Elles peuvent aussi, sur contrat passé avec les gestionnaires de réseau électriques et moyennant rémunération, contribuer à la stabilité de ces réseaux par des pratiques d'effacement, c'est-à-dire en réduisant temporairement leur consommation lors d'une période de tension sur le réseau.

## Entreprises électro-intensives dans le monde
Certains États ont mis en place des aménagements tarifaires leur accordant de fortes réductions du prix de l'électricité. Ainsi, en Norvège, au Canada comme aux États-Unis, les industriels ont accès à une électricité moins chère de 30 à 35 % qu'en France. C'est le résultat notamment de la présence de ressources hydroélectriques ou en hydrocarbures importantes.

### Entreprises électro-intensives en France
Selon les données recueillies par l'administration, la France comptait 523 entreprises industrielles électro-intensives en 2010, en retenant celles dont la consommation d'électricité est supérieure à 2,5 kWh par euro de valeur ajoutée, contre 0,6 kWh en moyenne pour l'industrie manufacturière. Ces entreprises sont surtout actives dans les secteurs du papier-carton, de la chimie, des matières plastiques, de la sidérurgie, de la fonte, des panneaux de bois et des fibres textiles. L'électricité représente une charge dépassant le tiers des coûts salariaux et 5 % du chiffre d'affaires pour ces entreprises.
Les entreprises électro-intensives ont accès à un prix moyen de l'électricité inférieur en tarif régulé : 28 euros par MWh en moyenne en 2010, contre 46 euros en tarif dérégulé et 49 euros avec l'ancien tarif de retour.
Les entreprises électro-intensives bénéficient de certains dispositifs spécifiques :
- elles ne sont pas soumises, dans certaines conditions, au paiement de la taxe intérieure sur la consommation finale d’électricité[2] ;
- elles peuvent déduire de leur impôt sur les sociétés les sommes consacrées à des contrats d'approvisionnement à long terme d'électricité[3], tels que le dispositif Exeltium[4]. Cette disposition s'applique aux entreprises industrielles qui consomment plus de 2,5 kWh pour produire un euro de valeur ajoutée ;
- le montant de la contribution au service public de l'électricité (CSPE) est plafonné à 570 000 euros environ par an et par site de consommation[5], ce qui concerne tout particulièrement les électro-intensifs. De plus, ce montant est plafonné à 0,5 % de la valeur ajoutée pour les sociétés industrielles consommant plus de 7 GWh par an[6].

Le 27 mai 2014, la Commission de régulation de l'énergie, constatant un excédent dans les comptes relatifs au transport de l'électricité, a décidé la rétrocession de plus de la moitié de cet excédent à certaines entreprises électro-intensives, en prenant en compte « la situation des entreprises françaises soumises à une forte concurrence internationale pour contribuer à améliorer leur compétitivité et maintenir leur localisation en France ».
L'Union des industries utilisatrices d'énergie (UNIDEN) représente les intérêts des industries fortement consommatrices d'énergie, aussi bien de gaz que d'électricité.

### Entreprises électro-intensives en Allemagne
En Allemagne, les consommateurs industriels n'ont plus accès aux tarifs réglementés, de sorte qu'ils sont soumis à une volalité des prix plus importante. 
Ils peuvent toutefois bénéficier d'exonérations partielles ou totales du tarif d'accès au réseau : cette exonération est totale pour les consommateurs intensifs ayant un profil de consommation régulier. 
Ils bénéficient de plus d'exonérations diverses des diverses taxes sur l'électricité. En particulier, la contribution de soutien aux énergies renouvelables (EEG Umlage, comparable à la CSPE française), qui est normalement de 52,8 € par MWh, est plafonnée à 0,5 € par MWh pour certaines entreprises électro-intensives et dégressive pour d'autres.